# Zandrigo
Zandrigo és una localitat de São Tomé i Príncipe al districte de Cantagalo, al nord de Santana i a l'est de l'illa de São Tomé. La seva població és de 1.119 (2008 est.).

## Evolució de la població
| 2001 | 2008  |
| 982  | 1.119 |